# أوفا أونتيروالدير
أوفا أونتيروالدير (بالألمانية: Uwe Unterwalder) مواليد 15 يوليو 1950 في برلين، هو دراج ألماني سابق. سبق أن شارك في دورة الألعاب الأولمبية الصيفية وفاز بميدالية أولمبية.

## الميداليات
| الميدالية | المسابقة                       |
| --------- | ------------------------------ |
| فضية      | الألعاب الأولمبية الصيفية 1972 |
| فضية      | الألعاب الأولمبية الصيفية 1980 |

## روابط خارجية
- أوفا أونتيروالدير على موقع أرشيف الدراجات (الإنجليزية)
- أوفا أونتيروالدير على موقع أوليمبيديا (الإنجليزية)
- أوفا أونتيروالدير  على موقع SportsReference  - سبورتس رفرنس